# 北海道日産自動車
北海道日産自動車株式会社（ほっかいどうにっさんじどうしゃ）とは、北海道札幌市に本社を置く日産自動車の販売店である。
日産自動車の全車種の他にも、ルノー車や三菱ロジスネクスト製フォークリフトも取り扱う。　

## 沿革
- 1947年2月1日-北海道日産自動車設立。
- 2022年12月1日 - 日産ネットワークホールディングスより日産プリンス札幌販売の全株式を取得し経営権を譲受。

## 事業所
新車店舗
- 中央店／札幌市中央区北3条東4丁目5-1
- 西店／札幌市中央区北5条西20丁目1-1
- 新琴似店／札幌市北区新琴似3条1丁目1-39
- 北店／札幌市東区北19条東1丁目2-20
- 東店／札幌市東区東雁来4条1丁目1-8
- 白石店／札幌市白石区本通14丁目南5-15
- 厚別店／札幌市厚別区厚別東4条7丁目2-10
- 月寒店／札幌市豊平区月寒中央通11丁目6-1
- 琴似店／札幌市西区宮の沢1条2丁目3-8
- 手稲店／札幌市手稲区新発寒5条1丁目1-6
- 千歳店／千歳市北信濃779-2
- 岩見沢店／岩見沢市9条西11丁目6-1
- 空知店／砂川市空知太東1条3丁目3-3
- 小樽店／小樽市有幌町3-5
- 倶知安店／虻田郡倶知安町南11条東1丁目5
- 室蘭店／室蘭市日の出町3丁目7-10
- 伊達店／伊達市梅本町39-40
- 苫小牧店／苫小牧市新明町2丁目1-1
- 静内店／日高郡新ひだか町静内末広町1丁目3-13

ルノー販売店
- ルノー札幌／札幌市南区南33条西10丁目1-13

中古車店舗
- U-Car札幌店／札幌市東区北19条東1丁目2-20
- U-Car発寒店／札幌市手稲区新発寒4条1丁目1-70

フォーク・マリーン店
- フォークマリーン部／札幌市東区北19条東1丁目2-5

## 関連会社
- 日産車輌輸送
- 北海道自動車リース
- 北晶サービス
- UDトラックス北海道

## 北海道内の日産各販売会社
- 旭川日産自動車
- 札幌日産自動車
- 北見日産自動車
- 帯広日産自動車
- 日産プリンス札幌販売
- 函館日産自動車